# Дикарь (фильм, 1961)
«Дикарь» (англ. Wild in the Country) — художественный фильм-драма 1961 года с участием Элвиса Пресли, Тьюсдей Уэлд и Хоуп Лэнг. Режиссёр фильма — Филип Данн.
Слоган фильма: «Элвис Пресли поёт о любви к Хоуп Лэнг, Тьюсдей Уэлд и Милли Перкин» (англ. ELVIS PRESLEY sings of love to HOPE LANGE — TUESDAY WELD — MILLIE PERKIN).

## Сюжет
Фильм начинается с драки Гленна Тайлера (Элвис Пресли) с его пьяным братом, в результате которой последний получает серьёзное физическое повреждение. Гленна осуждают, однако суд освобождает его. Гленн переселяется в маленький город к своему дяде. Его психологическим консультантом по постановлению суда становится Айрин Сперри (Хоуп Лэнг). Известный как юноша с неукротимым нравом, Гленн ложно подозревается в различного рода проступках. Лишь когда суд признает Гленна невиновным, он уедет в город для поступления в институт и начнёт карьеру писателя.
Если до середины фильма действие развивается долговато и относительно спокойно, то к концу сюжет стремительно разворачивается в драматическую кульминацию, приводя зрителя в напряжение, поскольку трудно предсказать, чем же всё закончится.

## В ролях
- Элвис Пресли — Гленн Тайлер
- Хоуп Лэнг — Айрин Сперри
- Тьюсдей Уэлд — Миссис Нурен Мартин
- Милли Перкинс — Бетти Ли Персонс
- Рафер Джонсон — Дэвис
- Джон Айрленд — Фил Мэйси
- Гари Локвуд — Клифф Мэйси
- Уильям Мимс — Дядя Ральф Брэкстон
- Чарльз Арнт — мистер Парсонс (в титрах не указан)

## Саундтрек
Запись саундтрека к фильму была закончена в ноябре 1960 года. Саундтрек записывался на студии «Radio Recorders» в Голливуде, штат Калифорния. В саундтрек вошли 4 песни за исключением композиций «Lonely Man» и «Forget Me Never». Заглавная песня с одноимённым названием фильма — Wild in the Country была выпущена синглом в мае 1961 года (обратная сторона сингла — «I Feel So Bad»). «I Slipped, I Stumbled, I Fell» вошла в альбом 1961 года — Something for Everybody. Песни «Forget Me Never» и «In My Way» вошли в музыкальный сборник 1965 года — Elvis for Everyone. Песня «Husky Dusky Day», исполненная дуэтом с оставалась невыпущенной до 1990-х годов.

### Список композиций
1. «Wild in the County» (Джордж Вейсс, Хуго Перетти, Луиджи Криэтор)
2. «I Slipped, I Stumbled, I Fell» (Ben Weisman, Фред Вайз)
3. «In My Way» (Ben Weisman, Фред Вайз)
4. «Husky Dusky Day» (дуэт с Хоуп Лэнг)

### Состав
- Элвис Пресли — вокал
- The Jordanaires — бэк-вокалы
- Скотти Мур, Tiny Timbrell — гитара
- Майер Рубин — бас-гитара
- Дадли Брукс — фортепиано
- Берни Мэттисон — барабаны

## Даты премьер
Даты приведены в соответствии с данными kinopoisk.ru.
- США — 15 июня 1961
- Германия — 1 сентября 1961
- Австрия — Сентябрь 1961
- Финляндия — 15 сентября 1961
- Швеция — 9 октября 1961
- Дания — 23 апреля 1962

### Рецензии на фильм
- Рецензия на фильм на сайте elvispresley.com.au.  (англ.)
- Рецензия Райна Крекнелла на сайте Apollo Movie Guide.  (англ.)

### Рецензии наDVD
- Рецензия Ким Морган на сайте The DVD Journal.  (англ.)